# Carapine
Carapine is een organische verbinding die wordt ingedeeld bij de meliacinen en als dusdanig bij de triterpenoïden. De stof komt voor in olie die gewonnen wordt uit zaden van bomen uit het geslacht Carapa, waaronder de krappa. De stof is naar dit geslacht genoemd. Carapine wordt gebruikt tegen diarree, dysenterie, reumatische aandoeningen, eczeem en maagzweren.